# Elio Gabbuggiani
Elio Gabbuggiani (n. 17 iunie 1925, San Piero a Sieve, Provincia Florența, Toscana, Italia – d. 24 martie 1999, Florența, Italia) a fost un politician italian.